# 2405 Welch
2405 Welch este un asteroid din centura principală, descoperit pe 18 octombrie 1963 de Goethe Link Obs..